# Ceratinella alaskae
Ceratinella alaskae là một loài nhện trong họ Linyphiidae.
Loài này thuộc chi Ceratinella. Ceratinella alaskae được Ralph Vary Chamberlin & Wilton Ivie miêu tả năm 1947.